# Robotniczy Ruch Narodowy
Robotniczy Ruch Narodowy − niepodległościowe ugrupowanie polityczne stanowiące autonomiczną część Konfederacji Polski Niepodległej. Został założony 6 sierpnia 1981 r. w Warszawie przez pracowników warszawskiego MZK: Waldemara Dziumaka (wiceprzewodniczącego "Solidarności" w MZK), Mariana Parchowskiego, Aleksandra Kowalskiego, Ryszarda Zarembę i Andrzeja Budziaka. Proklamowali: "Zadania przyszłości obok umocnienia niezależnych związków zawodowych wymagają również politycznego zorganizowania polskiej klasy robotniczej. Odpowiedzią na potrzebę jest utworzenie Robotniczego Ruchu Narodowego". W platformie wstępnego programu odwołano się do tradycji walk o wolność, niepodległość i demokrację z okresu rewolucji 1905 r., pierwszej i drugiej wojny światowej, a także Czerwca 1956, Grudnia 1970 i Sierpnia 1980; chrześcijańskiej moralności i robotniczego dążenia do sprawiedliwości społecznej. W odezwie "Do robotników polskich" RRN domagał się między innymi wolnych wyborów do Sejmu i rad narodowych. Pismem Ruchu był "Robotnik Polski".

## Literatura
- Dariusz Cecuda, Leksykon opozycji politycznej 1976-1989, Warszawa 1989
- Józef Kossecki, Geografia opozycji politycznej w Polsce w latach 1976-1981, Warszawa 1983